# کازو اوزاکی
کازو اوزاکی (به انگلیسی: Kazuo Ozaki) بازیکن فوتبال اهل ژاپن و عضو تیم ملی فوتبال ژاپن است که در تاریخ ۰۸ فوریه ۱۹۸۱ میلادی اولین بازی ملی‌اش را انجام داد. او در ۱۷ بازی ملی حضور داشت و آخرین بازی ملی خود را در تاریخ ۶ مارس ۱۹۸۳ میلادی انجام داد. کازو اوزاکی در بازی‌های ملی‌اش
۳ گل به ثمر رساند.